# Copa Pelé
A Copa Pelé foi um mundialito (mini-mundial) de futebol de masters disputado entre o final da década de 1980 e o início da década de 1990. Os masters ou seniores eram jogadores geralmente de idade acima de 35 anos e que já não jogavam mais futebol profissionalmente. Em 1990 o termo seniores foi modificado para masters. O torneio foi criado e produzido pela empresa Luqui, do narrador Luciano do Valle e do empresário José Francisco Coelho Leal, Quico, filho do apresentador Blota Jr. Além de organizador do evento, Luciano foi técnico da seleção brasileira de masters. Os jogos eram transmitidos pela Rede Bandeirantes, cuja programação esportiva era gerida pela Luqui.
A primeira edição da Copa teve como convidado o próprio Pelé, que jogou alguns minutos pela Seleção Brasileira.

## Competições
As duas primeiras edições foram chamadas Mundialito de Seniors, ou Copa Pelé. A terceira foi chamada de Copa do Craque de Masters, ou Copa Zico. Por fim, as três últimas foram chamadas Copa do Mundo de Masters.

### Títulos
| Seleção       | Títulos                    | Vices          |
| ------------- | -------------------------- | -------------- |
| Brasil        | 4 (1989, 1990, 1991, 1995) | 1 (1987)       |
| Argentina     | 1 (1987)                   | 2 (1991, 1995) |
| Itália        | 1 (1993)                   | 0              |
| Áustria       | 0                          | 1 (1993)       |
| Países Baixos | 0                          | 1 (1990)       |
| Uruguai       | 0                          | 1 (1989)       |

## Ver Também
- Seleção Brasileira de Futebol de Masters